# Staffelfelden
Staffelfelden là một xã trong tỉnh Haut-Rhin, vùng Grand Est ở đông bắc Pháp. Xã này có diện tích 7,42 km², dân số năm 1999 là 7,42 người. Khu vực này có độ cao 255 mét trên mực nước biển.